# Enfermedad por almacenamiento de glucógeno tipo IV
La Enfermedad por almacenamiento de glucógeno tipo IV o enfermedad de Andersen  es una  enfermedad causada por alteraciones en el  almacenamiento de glucógeno tipo IV , que es causada por un error innato del metabolismo . Es el resultado de una mutación en el gen GBE1 , que provoca un defecto en la enzima ramificadora del glucógeno. Por lo tanto, el glucógeno no se produce correctamente y las moléculas de glucógeno anormales se acumulan en las células; más gravemente en las células cardíacas y musculares. La gravedad de esta enfermedad varía según la cantidad de enzima producida. La enfermedad por almacenamiento de glucógeno tipo IV es autosómica recesiva, lo que significa que cada padre tiene una copia mutante del gen, pero no muestra síntomas de la enfermedad. Afecta a 1 de cada 800.000 personas en todo el mundo, y el 3% de todas las enfermedades por almacenamiento de glucógeno son de tipo IV. 
Se caracteriza por el déficit de la enzima ramificante amilo (1.4-1.6) tranglucosilasa o glucan transferasa.
Provoca hepatoesplenomegalia , acumulación de polisacáridos con pocos puntos de ramificación. Se produce la muerte por insuficiencia cardiaca y hepática,.

## Sinonimia
- Glicogenosis tipo IV
- Deficiencia en la enzima de ramas de glicógeno (GBED)
- Enfermedad del cuerpo poliglucosano
- Amilopectinosis